# Sörby säteri, Örtomta socken

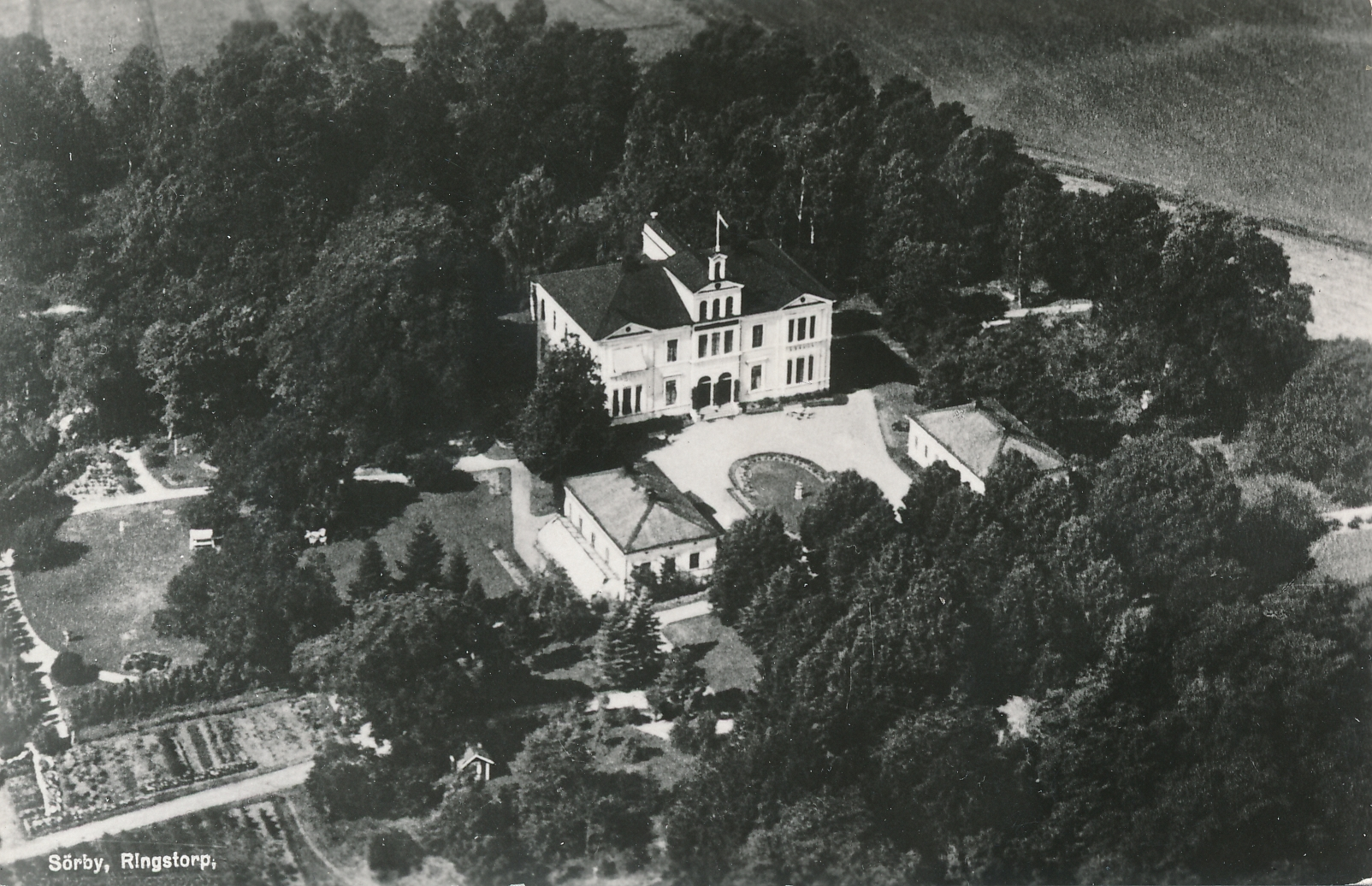
Sörby säteri i Örtomta.

Sörby säteri i Örtomta socken kan beläggas från åtminstone 1400-talet. Under följande århundraden har godset ägts av ett flertal släkter av vilka kan nämnas Kyle, Bagge, Lillie och Gripenhielm. Huvudbyggnaden uppfördes 1858 under den period då Sörby var anslutet till Bjärka-Säby godskomplex.

## Historik
Sörby säteri i Örtomta socken, Bankekinds härad. Sörby omtalas redan under unionstiden och sägs under konung Eriks tid ha bebotts av väpnaren Peter Ragvaldson (Stjärnbåt). I början av 1500-talet tillhörde egendomen Lydert Slatte samt ägdes senare av hans änka Ingrid Kyle och hennes andra man, amiralen Per Bagge, som 1587 skrev sig till Sörby. Sedan hans son Sven Bagge,
som även innehade denna gård, på nytt blev adlad, skrev sig denna släkt Bagge till Söderby. Tillhörde vidare släkterna Lillie samt Natt och Dag, 1683 landshövdingen, friherre Nils Gripenhielm (död 1706), samt såldes av hans änka Maria Elisabeth Bonde till fru Cronström och av henne till presidenten, friherre Germund Cederhielm (1661–1741), som var ägare 1726. Ägdes därefter av hans änka Anna Maria Lewenhaupt och efter hennes död 1766 av sonsonen, presidenten, friherre. Germund Carl Cederhielm (1717–1789), vidare av dennes son excellensen, greve Germund Ludvig Cederhielm, vid vars död 1841 egendomen ärvdes av hans kusin, överste kammarjunkaren, greve Edvard Fredrik von Saltza (1775–1859) och innehades under åren 1852–1863 av sonen, kabinettskammarherren, greve Carl Anton Filip von Saltza. Har sedermera
tillhört statsrådet, greve Baltzar von Platen och greve De la Gardie.

## Gården
Sörby, som är prydligt bebyggt, är beläget nära Tedens östra strand. Egendomen består av Sörby 1 mantal frälsesäteri med underlydande 7 7/8 mantal.